# Eduard Limonov
Eduard Veniaminovich Limonov (Gorky, 1943 — Moscou, 2020), foi um importante escritor, poeta, jornalista, político russo e ex-presidente do Partido Bolchevique Nacional (NBP), posteriormente banido na Rússia, ex-presidente do partido e coalizão de mesmo nome: "Outra Rússia". Foi deputado e membro do conselho da Assembleia Nacional da Federação Russa (da qual foi suspenso até a convocação de uma sessão presencial). Autor e participantes de inúmeros projetos de oposição popular durante os anos 2000: Partido "Outra Rússia", Marcha da Dissidência, Assembleia Nacional, "Estratégia-31". O autor do conceito, organizador e participante constante da "Estratégia-31", uma série ações de protesto civil na Praça Triumfalnaya em Moscou em defesa de 31 artigos da Constituição da Federação Russa. É também autor da “Estratégia-2011” sobre a participação nas eleições dos partidos da oposição, apesar das restrições do Ministério da Justiça e da Comissão Central Eleitora. Foi o criador do Comitê de Salvação Nacional em protestos de rua contra as eleições parlamentares de 2011 na Rússia.
Em 2 de março de 2009, Limonov declarou sua intenção de se tornar o único candidato da oposição nas eleições presidenciais de 2012 na Rússia. A Comissão Eleitoral Central da Federação Russa recusou-se a registrá-lo.

## Primeiros Anos, 1943-1966
Limonov nasceu na União Soviética, em Dzerzhinsk , uma cidade industrial no Oblast de Gorky (agora Oblast de Nizhny Novgorod). O pai de Limonov - então no serviço militar - estava na carreira de segurança do Estado e sua mãe era dona de casa. Nos primeiros anos de sua vida, sua família mudou-se para Kharkiv, onde Limonov cresceu. Ele estudou na Universidade Pedagógica Nacional HS Skovoroda Kharkiv. Segundo o próprio Limonov, ele começou a escrever poesia "muito ruim" aos treze anos e logo depois se envolveu em roubos e pequenos crimes como um hooligan adolescente. Limonov adotou seu “nome literário” para uso em círculos literários durante este tempo.

## PoetasKonkretem Moscou, 1966-1974
Em 1966, junto com sua primeira esposa real, Anna Moiseevna Rubinstein, pois, antes, seu casamento não havia sido registrado oficialmente. Com ela, veio pela primeira vez a Moscou, ganhando dinheiro costurando calças jeans (Limonov "vestiu" muitos na intelectualidade;  o escultor Ernst Neizvestny e poeta Bulat Okudzhava entre outros), mas depois voltou a Kharkov. Limonov mudou-se para Moscou novamente em 1967, casando-se com uma colega poetisa, Yelena Shchapova, em uma cerimônia ortodoxa russa em 1973. Durante seu período em Moscou, Limonov esteve envolvido no grupo de poetas Konkret e vendeu volumes de sua poesia auto-publicada enquanto fazia vários trabalhos diários. Tendo alcançado um grau de sucesso dessa maneira em meados da década de 1970, ele e sua esposa emigraram da União Soviética em 1974. As circunstâncias exatas da partida de Limonov não são claras e foram descritas de forma diferente. Alegadamente, a polícia secreta da KGB deu-lhe a escolha de se tornar um delator ou deixar o país.

## Exílio literário em Nova York, 1974-1980
Embora nem ele nem Shchapova (sua esposa) fossem judeus, a União Soviética concedeu permissão para o casal emigrar para Israel, mas logo depois o casal foi os Estados Unidos. Limonov se estabeleceu na cidade de Nova York onde ele e sua esposa logo se divorciaram. Limonov trabalhava para um jornal de língua russa como revisor e ocasionalmente entrevistava emigrantes soviéticos recentes. Como Eddie, o protagonista imigrante do primeiro romance de Limonov, “It's Me, Eddie”, Limonov foi atraído pela subcultura punk e pela política radical. Entre os conhecidos de Limonov em New York inclui-se Steve Rubell do Studio 54 e um grupo trotskista, o Partido Socialista dos Trabalhadores. Limonov foi assediado pelo FBI. Como ele contou mais tarde, o FBI interrogou dezenas de conhecidos, uma vez perguntando a um amigo sobre "Lermontov " em Paris, quando ele havia se reinstalado na França, tendo declarado “Eu não encontrei a liberdade de ser um oponente radical da estrutura social existente do país que pomposamente se autodenomina o 'líder do mundo livre', mas também não percebi isso na terra que se apresenta como o 'futuro de todos humanidade.' O FBI é tão zeloso em subjugar os radicais americanos quanto a KGB é com seus próprios radicais e dissidentes. É verdade que os métodos do FBI são mais modernos (...). A KGB está, no entanto, estudando as técnicas de seu irmão mais velho e modernizando seus métodos.” 
O primeiro capítulo do livro “It's Me, Eddie”, foi publicado por um jornal israelense em língua russa. Concluído em 1977, foi consistentemente rejeitado por editoras nos Estados Unidos e lançado apenas alguns anos depois de se tornar um sucesso instantâneo na França em 1980. Em entrevistas, Limonov diz que isso aconteceu porque o livro não foi escrito com tons antissoviético, como outras literaturas russas admiradas nos Estados Unidos. Em Nova York, Limonov também descobriu outro lado do sonho americano. Depois de ser um dissidente, ele viveu uma vida pobre devido aos seus baixos rendimentos. Ele conseguiu pagar um quarto em um albergue miserável e passou um tempo com moradores de rua, alguns dos quais ele teve relações sexuais casuais, conforme relatado no livro de memórias “The Russian Poet Prefers Big Blacks” publicado na França sob o título “Le poète russe préfère les grands nègres”. Ele então encontrou um emprego como mordomo para um milionário no Upper East Side. Esse período de sua vida o levou a escrever textos autobiográficos, incluindo “His Butler's Story”.

## Período em Paris - 1980-1991
Finalmente, desiludido com o país que ele chamou de "uma maldita casinha desprovida de espírito ou propósito na periferia da civilização", Limonov trocou os Estados Unidos por Paris com sua amante Natalya Medvedeva em 1980, onde se tornou ativo nos círculos literários franceses. Ele jurou nunca mais voltar aos Estados Unidos, e nunca o fez. Tendo permanecido apátrida por treze anos, ele recebeu a cidadania francesa em 1987. Limonov e Medvedeva se casaram em 1982; o par se separou em 1995.

## Retorno à Rússia e Fundação do Partidfo Bolchevique Nacional (PBN), 1991-2000
Em 1991, Limonov voltou da França para a Rússia, restaurou sua cidadania e tornou-se ativo na política. Limonov foi um forte apoiador da Sérvia nas guerras que se seguiram ao colapso da Iugoslávia e participou de uma patrulha de atiradores na Bósnia e Herzegovina durante a Guerra da Bósnia.
O filme de Paweł Pawlikowski da Serbian Epics inclui imagens de Limonov viajando para a linha de frente de Sarajevo em 1992 com Radovan Karadžić, então presidente sérvio da Bósnia e mais tarde um criminoso de guerra condenado, disparando alguns tiros com uma metralhadora na direção do cidade sitiada. Quando questionado sobre o incidente em 2010, Limonov afirmou que estava atirando em um alvo e que Pawlikowski adicionou um quadro extra para fazer parecer que ele havia atirado em um complexo de apartamentos. Esta explicação foi contestada. Em outra ocasião, Limonov disse que "comemorou seu 50º aniversário em Kninska Krajina [...] atirando de uma arma pesada de fabricação russa contra o quartel-general do exército croata ". Durante a década de 1990, ele apoiou os sérvios da Bósnia nas guerras iugoslavas; e separatistas da Abcásia e da Transnístria contra a Geórgia e a Moldávia, respectivamente.
Limonov também foi inicialmente um aliado de Vladimir Zhirinovsky e foi nomeado Ministro da Segurança em um gabinete paralelo formado por Zhirinovsky em 1992. No entanto, Limonov logo se cansou de Zhirinovsky, acusando-o de moderação e de abordar o presidente e, consequentemente, se separar dele, publicando o livro "Limonov contra Zhirinovsky" (1994). Em 1993, junto com figuras como Aleksandr Dugin e Yegor Letov, ele fundou um polêmico partido político chamado Partido Bolchevique Nacional, que começou a publicar um jornal chamado Limonka (apelido russo para a granada de mão em forma de limão; também uma brincadeira com o seu pseudônimo “Limonov”).
Em 1996, um tribunal russo julgou em uma audiência que o jornal Limonka do NBP havia disseminado informações ilegais e imorais: "em essência, EV Limonov (Savenko) é um defensor da vingança e do terror em massa, elevado ao nível de política estatal". O tribunal decidiu recomendar a emissão de uma advertência oficial a Limonka, para investigar a possibilidade de examinar se Limonov poderia ser responsabilizado legalmente, e publicar sua decisão na gazeta Russa. Depois disso, um caso criminal foi aberto contra ele sob a acusação de incitação ao ódio étnico. No Dia da Independência da Ucrânia, em 24 de agosto de 1999, Limonov, junto com 15 outros apoiadores do topo da torre do relógio da cidade em Sebastopol, pediu publicamente para revisar a situação da cidade e não ratificar o Tratado de Amizade e Cooperação entre a Rússia e a Ucrânia pelo Estado Duma.

## Prisões e atividades de protesto, 2001–2013
Limonov foi preso em abril de 2001 sob a acusação de terrorismo, derrubada forçada da ordem constitucional e compra ilegal de armas. Com base em um artigo publicado no “Limonka” sob a assinatura de Limonov, o governo acusou Limonov de planejar formar um exército para invadir o Cazaquistão. Depois de um ano na prisão, seu julgamento foi ouvido em um tribunal de Saratov, que também ouviu apelações dos membros da Duma russa Vladimir Zhirinovsky , Alexei Mitrofanov e Vasiliy Shandybinpara por sua sua libertação. Ele afirmou que as acusações eram ridículas e com motivação política, mas foi condenado e sentenciado a quatro anos de prisão pela compra de armas, enquanto as outras acusações foram retiradas. Ele serviu quase dois anos antes de receber liberdade condicional por bom comportamento. Ele escreveu oito livros enquanto estava na prisão. Em 2006, Limonov se casou com a atriz Yekaterina Volkova. Eles tiveram um filho, Bogdan, e uma filha, Alexandra. Eles se separaram em 2008. Em 19 de abril de 2007, o Tribunal da Cidade de Moscou proibiu o funcionamento do Partido Bolchevique Nacional e o classificou como extremista. A decisão foi mantida pelo Supremo Tribunal.
Limonov continuou suas atividades políticas como um dos líderes do grupo “Outra Rússia”, junto com políticos liberais. Ele participou de vários protestos e foi um dos organizadores das marchas dos dissidentes. Em particular, em 3 de março de 2007, Limonov foi detido pela polícia no início da manifestação, a primeira Marcha dos Dissidentes de São Petersburgo; em 14 de abril de 2007, Limonov foi preso novamente após um comício antigovernamental em Moscou; em 31 de janeiro de 2009 foi detido novamente em Moscou. Em julho de 2009, ele ajudou a organizar a série de protestos chamados “Estratégia 31”.
Logo, Limonov se separou da oposição liberal. Em julho de 2010, ele e seus seguidores estabeleceram o partido político “Outra Rússia”, como o sucessor informal do NBP, tendo sido negado seu registro oficial em 2010 e em 2019, foi restabelecido o partido, mas sem Limonov como parte formal da liderança.

## Momentos finais da vida
Desde 2014, Limonov apoiou a anexação da Crimeia, a formação da República Popular de Donetsk e da República Popular de Luhansk e encorajou os russos a participarem na guerra no Donbass ao seu lado. Ele morreu em 17 de março de 2020 em Moscou. Foi relatado que Limonov estava lutando contra o câncer; complicações de 2 procedimentos cirúrgicos, como problemas de garganta, dificuldades com a oncologia e inflamação, foram citadas como a causa direta de sua morte.

## Literatura e influências
As obras de Limonov são conhecidas por seu cinismo. Seus romances são também memórias (até certo ponto fictícias), que descrevem suas experiências quando jovem na Rússia e como emigrado nos Estados Unidos. Em 2007, o romancista suíço Christian Kracht escreveu ao empresário americano David Woodard: Solzhenitsyn descreveu Limonov como 'um pequeno inseto que escreve pornografia', enquanto Limonov descreveu Solzhenitsyn como um traidor de sua pátria que contribuiu para a queda da URSS.
As obras de Limonov foram escandalosas para o público russo, uma vez que começaram a ser publicadas na URSS no final da era perestroika. Particularmente notável é “It's Me, Eddie”, que continha inúmeras descrições pornográficas de atos homossexuais envolvendo o narrador. O autor mais tarde argumentou que tais cenas eram puramente ficção; entretanto, seus companheiros nacionalistas russos ficaram horrorizados com tais descrições na obra de Limonov. O longa-metragem Russkoe ("Russo") de 2004 do diretor e roteirista russo Aleksandr Veledinskii é baseado nos escritos de Limonov.

Desde o final da década de 1990, Limonov tem colaborado regularmente com a "Living Here" e, posteriormente, com a eXile, ambos jornais em inglês em Moscou. Estas são as únicas fontes conhecidas onde Limonov escreveu artigos em inglês. Quando se juntou a ele como colaborador, ele pediu especificamente aos editores do jornal que preservassem seu "péssimo estilo russo-inglês". Embora a maioria de seus artigos sejam políticos, ele também escreve sobre muitos tópicos, incluindo "conselhos para jovens ambiciosos". Limonov expressou que seu poeta favorito era Velimir Khlebnikov. O escritor japonês Yukio Mishima é notado, por alguns observadores, como uma influência na escrita de Limonov. A vida de Eduard Limonov é relatada em detalhes por Emmanuel Carrère em seu romance biográfico de 2011 “Limonov”. [14] e na série de documentários de Adam Curtis , “Can't Get You Out of My Head”.